# The Survivors' Suite
Albums de Keith Jarrett
Shades
(1975) Staircase
(1976)
The Survivors' Suite  est un album sur le label ECM du pianiste de  jazz Keith Jarrett et de son groupe 'American Quartet' composé de Dewey Redman, Charlie Haden et Paul Motian.

## Titres
1. The Survivor's Suite: Beginning (27:21)
2. The Survivor's Suite: Conclusion (21:18)

Toutes les compositions sont de Keith Jarrett. L'album est enregistré au Tonstudio Bauer, Ludwigsburg, Allemagne, Avril 1976.

## Musiciens
- Keith Jarrett: piano, saxophone soprano, flûte à bec basse, celste, batterie
- Dewey Redman: saxophone ténor, percussions
- Charlie Haden: basse
- Paul Motian: batterie percussions